# Kurt Röpke
Kurt Röpke (Solingen, 29 novembre 1896 – Gottinga, 21 luglio 1966) è stato un generale tedesco della Wehrmacht durante la seconda guerra mondiale.
Röpke fu ufficiale nella prima guerra mondiale nell'esercito imperiale tedesco. Dopo il primo conflitto mondiale, venne assunto nel Reichswehr e prestò servizio in diverse unità. Comandò la 320ª divisione di fanteria e la 46ª divisione di fanteria nel corso della seconda guerra mondiale. Dal 1944 ebbe il comando del XXIX corpo d'armata, rimanendo in carica sino alla resa.